# Королевская книга страны Оз
Королевская книга страны Оз (англ. The Royal Book of Oz) — пятнадцатая книга в серии книг о стране Оз и первое произведение, написанное после смерти Л. Фрэнка Баума. Хотя Баум был назван автором, книга была полностью написана Рут Пламли Томпсон. В России роман был впервые опубликован в 2001 году издательством «Время».

## Краткое содержание сюжета
Страшила расстроен, когда профессор жук-Кувыркун говорит ему, что у него нет семьи, поэтому он возвращается на кукурузное поле, где его нашла Дороти Гейл, чтобы проследить его "корни". Когда он не возвращается, Дороти и Трусливый Лев отправляются на его поиски. Они встречают пожилого рыцаря, сэра Хокуса из Покса. Они также встречают Сомнительного дромадера и Комфортабельного Верблюда. Вместе они переживают несколько любопытных приключений в поисках Страшилы.
В этом романе Страшила обнаруживает, что в предыдущем воплощении он был человеком. Более конкретно, он был императором Серебряных островов, королевства, расположенного глубоко под землей под регионом манчкинов страны Оз, населенного людьми, похожими на китайцев. Когда Дороти впервые обнаружила Страшилу (в "Чудесном волшебнике страны Оз"), он висел на бобовом шесте на кукурузном поле; теперь выясняется, что этот шест спускается глубоко под землю на Серебряные острова. Император Серебряных островов был превращен вражеским волшебником в крокус; этот волшебный крокус пророс и вырос в бобовое дерево до самой поверхности земли. Когда фермер водрузил свое пугало на бобовый шест, дух преобразившегося Императора вошел в тело Пугала, заставив его ожить.
Страшила копает землю у основания бобового шеста и спускается по нему на Серебряные острова. Островитяне приветствуют его как Императора, вернувшегося, чтобы спасти свой народ. Проведя некоторое время в своем бывшем королевстве, правя сварливыми жителями Серебряных островов, Страшила решает вернуться в страну Оз и продолжить там свое беззаботное существование. Островитяне, однако, неохотно отпускают его и замышляют вернуть ему человеческий облик 85-летнего мужчины. Дороти и ее группа добираются до Серебряных островов, спасают Страшилу от островитян и сопровождают его обратно в Изумрудный город. Сэр Хокус, Удобный Верблюд и Сомнительный Дромадер становятся жителями Изумрудного города.
Сэр Хокус и Комфортабельный Верблюд возвращаются в качестве главных персонажей "Желтого рыцаря страны Оз".